# Hey Vern, It's Ernest!
Hey Vern, It's Ernest! foi um programa infantil dos Estados Unidos,  exibido pela CBS nas manhãs de sábado entre setembro e dezembro de 1988.  Cada episódio envolvia esquetes de curta duração sobre um determinado tema ou cenário, com Ernest P. Worrell (Jim Varney), seu amigo invisível Vern e vários outros personagens. Os locais de filmagem foram em Nashville, Tennessee e Burbank, Califórnia. A série foi uma produção do criador de Ernest, John Cherry, e da The Emshell Producers Group, em associação com a CBS, e foi coproduzida com a DiC Entertainment.
A série foi reprisada pelo The Family Channel no início dos anos 90.